# Vensterbank

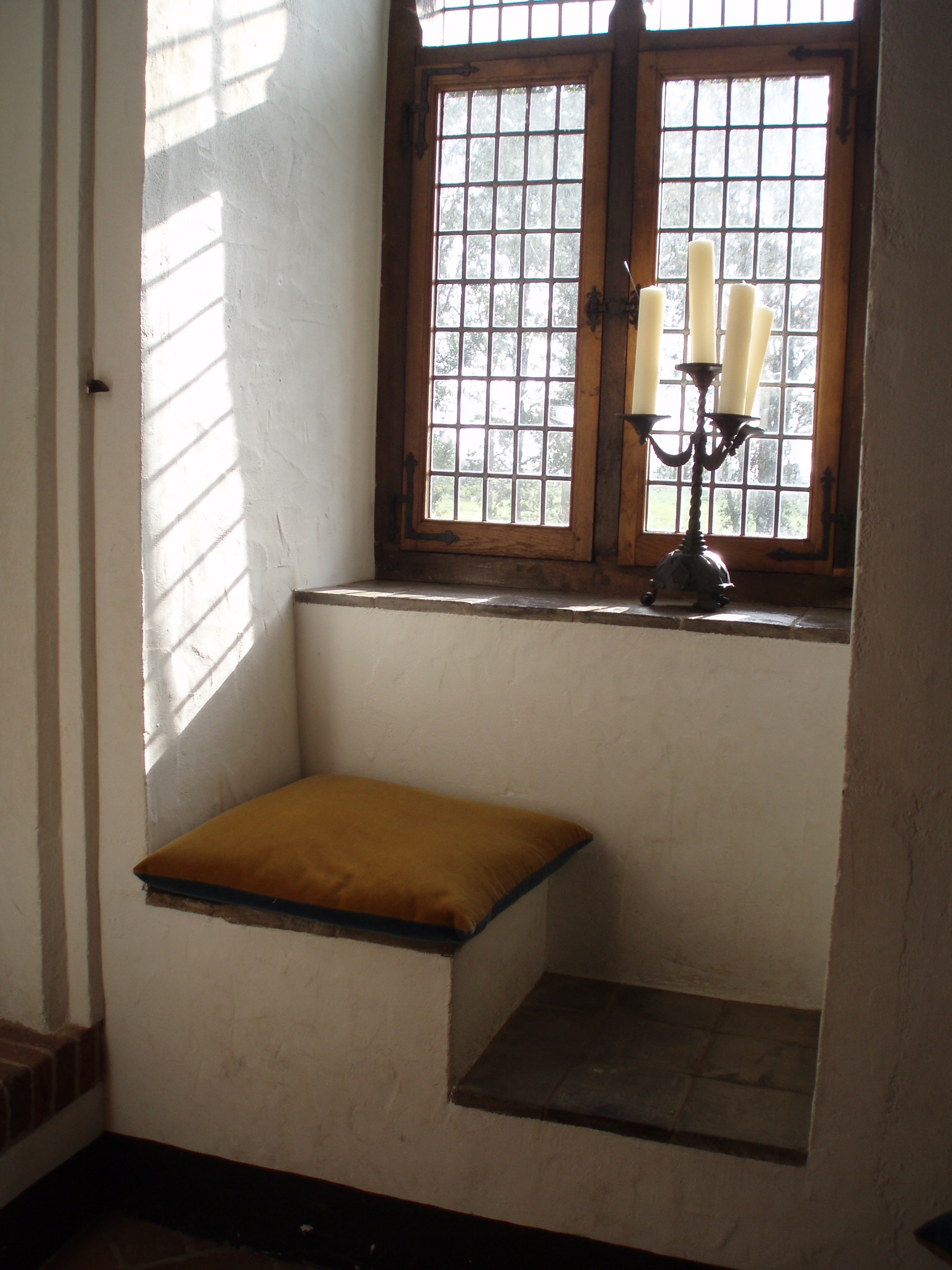
Vensterbank in kasteel Doorwerth.

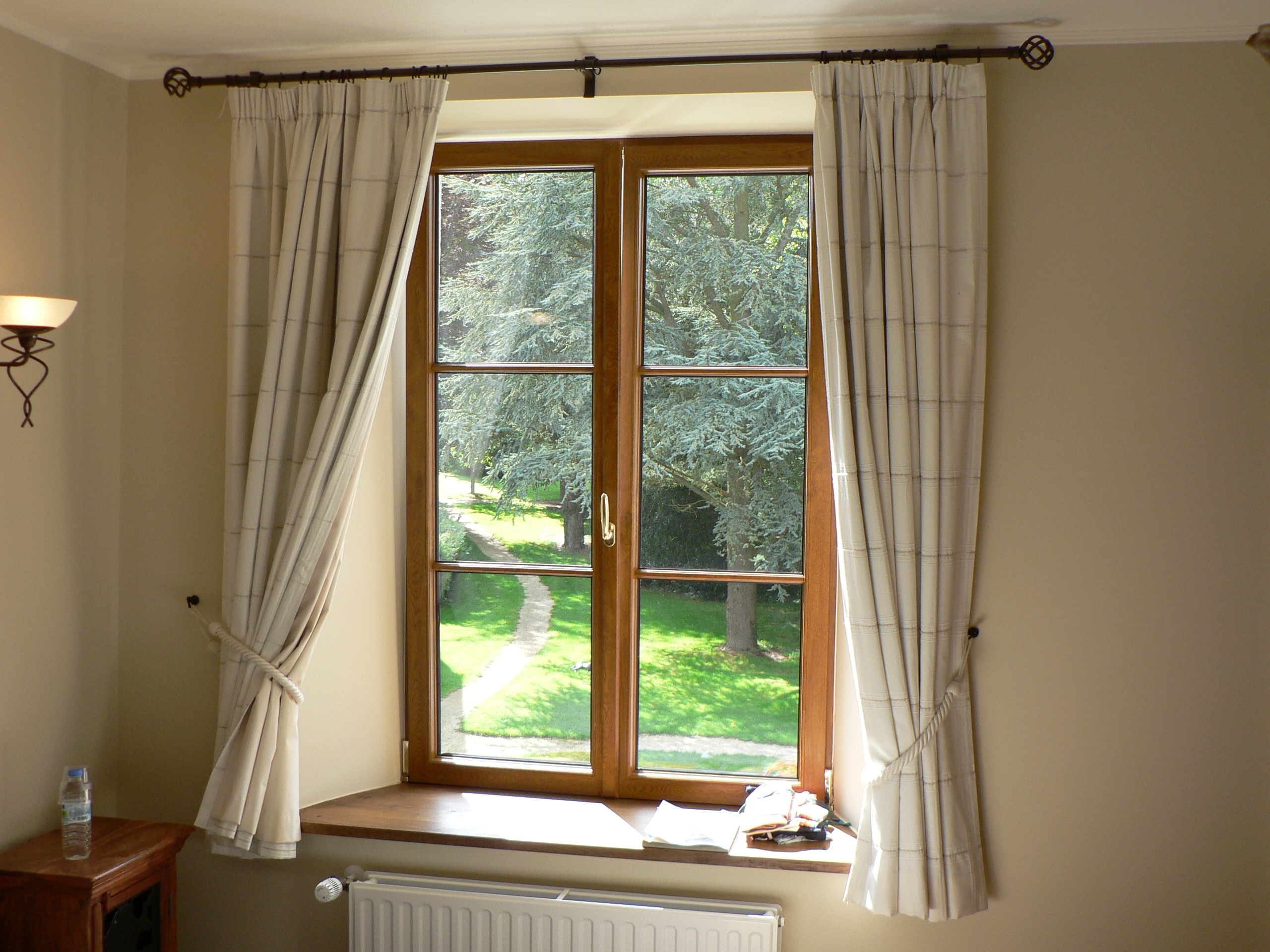
Vensterbank in een woning

Een vensterbank is de afdekking van de borstwering langs de onderdorpel van een raamkozijn. Deze afdekking kan gemaakt zijn van hout, natuursteen, tegels of  metaal. De vensterbank bevindt zich meestal aan de binnenzijde van het pand, dat wil zeggen het glas is nagenoeg op gelijke diepte met de buitenzijde van de buitenmuur geplaatst.
Oorspronkelijk was de vensterbank bedoeld als een echte zitplaats. Het woord 'venster-bank' mag dan ook letterlijk geïnterpreteerd worden: een bank aan het venster. Zo konden vrouwen die handwerk deden zich in de vensterbank posteren, waardoor zij goed licht op hun werk hadden.
Tegenwoordig worden vensterbanken vrijwel uitsluitend gebruikt voor de plaatsing van kamerplanten en decoraties. Vensterbanken zijn geliefde zitplaatsen voor katten en andere huisdieren, vaak vanwege de warmte van die plek direct boven de radiator.